# أبو بكر الشعراني
أبوبكر الشعراني (؟ - 1433) هو المحدث العالم الجوال أبو بكر محمد بن معاذ بن فهد النهاوندي، ثم الهمذاني الشعراني، مؤلف طرق «من كذب علي متعمدا».
يروي عن: الكديمي، وإبراهيم بن ديزيل، وتمتام، وأحمد الحمار، والكجي، وحمدان بن المغيرة الهمذاني، ومطين، وعبد الله بن أحمد، والفريابي، وخلق.
وعنه: أبو بكر بن لال، ومنصور بن جعفر النهاوندي وغيرهما.
وهو واهٍ، وله أوهام .
حدث في سنة أربع وثلاثين وثلاث مائة وقيل: توفي فيها.